# Гложане (Власотинце)
Гложане (серб. Гложане) — населённый пункт в общине Власотинце Ябланичского округа Сербии.

## Население
Согласно переписи населения 2002 года, в селе проживало 660 человек (все сербы).
| Численность населения | Численность населения | Численность населения | Численность населения | Численность населения | Численность населения | Численность населения | Численность населения |
| 1948                  | 1953                  | 1961                  | 1971                  | 1981                  | 1991                  | 2002                  | 2011                  |
| --------------------- | --------------------- | --------------------- | --------------------- | --------------------- | --------------------- | --------------------- | --------------------- |
| 527                   | 564                   | 571                   | 614                   | 644                   | 696                   | 660                   | 643                   |

## Религия
Согласно церковно-административному делению Сербской православной церкви, село относится к Первому власотиначскому приходу Власотиначского архиерейского наместничества Нишской епархии.